# Ветров, Георгий Степанович
Георгий Степанович Ветров (1918—1997) — советский учёный в области создания ракетно-космической техники и истории космонавтики, доктор технических наук (1971). Участник осуществления запуска Первого в Мире искусственного спутника Земли — космического аппарата «Спутник-1» (1957). Учёный секретарь ЦКБЭМ (1966—1988).

## Биография
Родился 7 сентября 1918 года в городе Елизаветграде.

### Образование и начало деятельности
С 1937 по 1941 и с 1944 по 1946 год обучался на факультете боеприпасов Московского высшего технического училища имени Н. Э. Баумана. С 1941 по 1944 год в период Великой Отечественной войны работал на московских оборонных предприятиях в должности технолога.

### ВОКБ-1и создание ракетно-космической техники
С 1946 года на научно-исследовательской работе в ОКБ-1 НИИ-88 (с 1966 года — Центральное конструкторское бюро экспериментального машиностроения, с 1974 года — НПО «Энергия») под руководством С. П. Королёва, работал в должностях: инженер-конструктор, с 1947 года — руководитель группы проектного бюро под руководством К. Д. Бушуева.
С 1959 по 1966 год — руководитель сектора баллистического отдела, под руководством и при участии Г. С. Ветрова проводились конструкторские работы, связанные с динамикой полёта различных ракет и космических аппаратов, в том числе жидкостной одноступенчатой баллистической ракеты средней дальности наземного базирования «Р-5» и в 1957 году был участником осуществления запуска Первого в Мире искусственного спутника Земли — космического аппарата «Спутник-1». Г. С. Ветров внёс весомый вклад решение проблем динамики ракеты-носителя сверхтяжёлого класса «Н-1» для изучения Луны и космического пространства.
21 июня 1956 года «закрытым» Указом Президиума Верховного Совета СССР «За успешное выполнение специального задания Правительства СССР по созданию образцов ракетной техники, участие в создании баллистической ракеты Р-5» Б. Е. Бердический был награждён Орденом «Знак Почёта».
21 декабря 1957 года «закрытым» Указом Президиума Верховного Совета СССР «За создание и запуск Первого в мире искусственного спутника Земли» Г. С. Ветров был награждён Орденом Трудового Красного Знамени.

### Научная деятельность вЦКБЭМАШи вклад в летопись истории космонавтики
С 1966 по предложению В. П. Мишина, Г. С. Ветров был назначен на должность учёного секретаря ЦКБЭМАШ, которую занимал до 1988 года. С 1972 года Г. С. Ветров был организатором в ЦКБЭМАШе исторических исследований по истории развития советской ракетно-космической техники в рамках Межведомственных исследований этой темы под общим руководством А. Г. Мрыкина.
В 1959 году Г. С. Ветров была присвоена учёная степень кандидат технических наук, в 1971 году — доктор технических наук. Г. С. Ветров являлся автором более ста научных трудов по истории ракетно-космической техники и космонавтики
.

### Смерть
Скончался 14 октября 1997 года в Москве, похоронен на Головинском кладбище.

## Награды
- Орден Трудового Красного Знамени (21.12.1957)
- Орден «Знак Почёта» (1956)[1][2]